# مارتینا اسواتوفسکا-ونگلارچیک
مارتینا اسواتوفسکا-ونگلارچیک (لهستانی: Martyna Swatowska-Wenglarczyk؛ زادهٔ ۸ ژوئیهٔ ۱۹۹۴) شمشیرباز زن اهل لهستان است.